# Dulce și amar
Dulce și amar (titlul original: în bulgară Сладко и горчиво, transliterat: Sladko i gorcivo) este un film bulgăresc din 1975 regizat de Ilia Velcev, scenariu Liubomir Levcev.  Coloana sonoră foarte bună  aparține lui Mitko Serev.

## Descriere
Asen, un tânăr de 18 ani, se duce la o petrecere ținută de prietenii lui, îmbrăcat în costumul de mire al tatălui său, Yotov. Tatăl văzând lipsa costumului, îi trage lui Asen o bătaie după ce acesta se  întoarce de la petrecere, din care cauză Asen fuge de acasă și merge sa locuiască la Pavlov, om de serviciu care pe vremuri a fost general. Asen nu știa că tatăl avea ascuns în căptușeala costumului, o mulțime de bani. După ce i-a trecut supărarea, tatăl se întâlnește cu Asen. Doi ortaci ai lui Yotov, auzind discuția dintre ei, îl atacă pe Asen și îl rănesc cu un cuțit, aceasta atrăgând o seamă de alte altercații…

## Distribuție
- Peter Slabakov – General Pavlov
- Iuri Anghelov – Asen
- Nikola Dadov – Iotov, tatăl lui Asen
- Venelin Pekhlivanov – Tretiat
- Boris Radivenski – Tono
- Galina Koteva – Sonia
- Adriana Banovici – Roza

## Trivia
Este filmul care era transmis pe programul unu al Radioteleviziunii Române, în seara de 4 martie 1977, când a avut loc cutremurul, transmisia întrerupându-se brusc pe la ora 21:20. La celălalt capăt al României, abia a doua zi dimineața s-a aflat ce s-a întâmplat.